# Calyptomyrmex brevis
Calyptomyrmex brevis é uma espécie de formiga do gênero Calyptomyrmex, pertencente à subfamília Myrmicinae.